# Draniki
El draniki, raggmunk, deruny, latke o boxty és una mena de pancake de patata fregit amb poc oli. Es fan amb patata ratllada o molta, farina i un element aglomerador com l'ou o la compota de poma, sovint aromatitzats amb all o ceba ratllada i condimentats. Poden servir-se sols o coberts per una gran varietat d'acompanyaments, com sucre, compota de poma, crema agra o mató. Aquest plat de vegades es fa amb puré de patates per fer croquetes en forma de creps, i fins i tot també es poden preparar amb moniatos.
Els draniki s'associen a diverses cuines europees, com les gastronomies alemanya i austríaca (Kartoffelpuffer, Reibekuchen, Reiberdatschi, Erdäpfelpuffer i Erdäpfellaibchen), neerlandesa (aardappelpannenkoek, reifkoeken, reifjes), belarussa (дранікі), búlgara (patatnik), txeca (bramborák o cmunda), hongaresa (tócsni, lapcsánka i altres noms), jueva (latka), letona (kartupeļu pankūkas), lituana (bulviniai blynai), luxemburguesa (Gromperekichelcher), polonesa (placki ziemniaczane), romanesa (tocini o tocinei), russa (драники), eslovaca (zemiakové placky), ucraïnesa (деруни) i qualsevol altra cuina que ha adoptat plats similars.
És el plat nacional de Belarús i Eslovàquia. A Alemanya es mengen salats com a guarnició o bé dolços amb salsa de poma, nabius, sucre o canyella. A la cuina suïssa, el rösti és una variació que mai no conté ou ni farina, així com tampoc no en té el hash brown anglès.